# NGC 1102
NGC 1102 ist eine Balken-Spiralgalaxie vom Hubble-Typ SBb mit ausgedehnten Sternentstehungsgebieten im Sternbild Eridanus am Südsternhimmel. Sie ist schätzungsweise 492 Millionen Lichtjahre von der Milchstraße entfernt und hat einen Durchmesser von etwa 115.000 Lichtjahren. 
Das Objekt wurde im Jahr 1886 vom US-amerikanischen Astronomen Francis Preserved Leavenworth entdeckt.